# Malachit
Malachit (malakhit) hay còn gọi là đá lông công, là một khoáng vật chứa đồng có ký hiệu hóa học là Cu2(OH)2CO3. Tên gọi bắt nguồn từ tiếng Hy Lạp cổ malache- có nghĩa là "Cây cầm quỳ". Các tên gọi khác như: biến thể atlat-tên gọi đồng nghĩa của malachit, đá chim công - tên gọi cũ của malachit, malachit nhung -biến thể màu lá cây đậm của malachit.

## Những đặc điểm chính

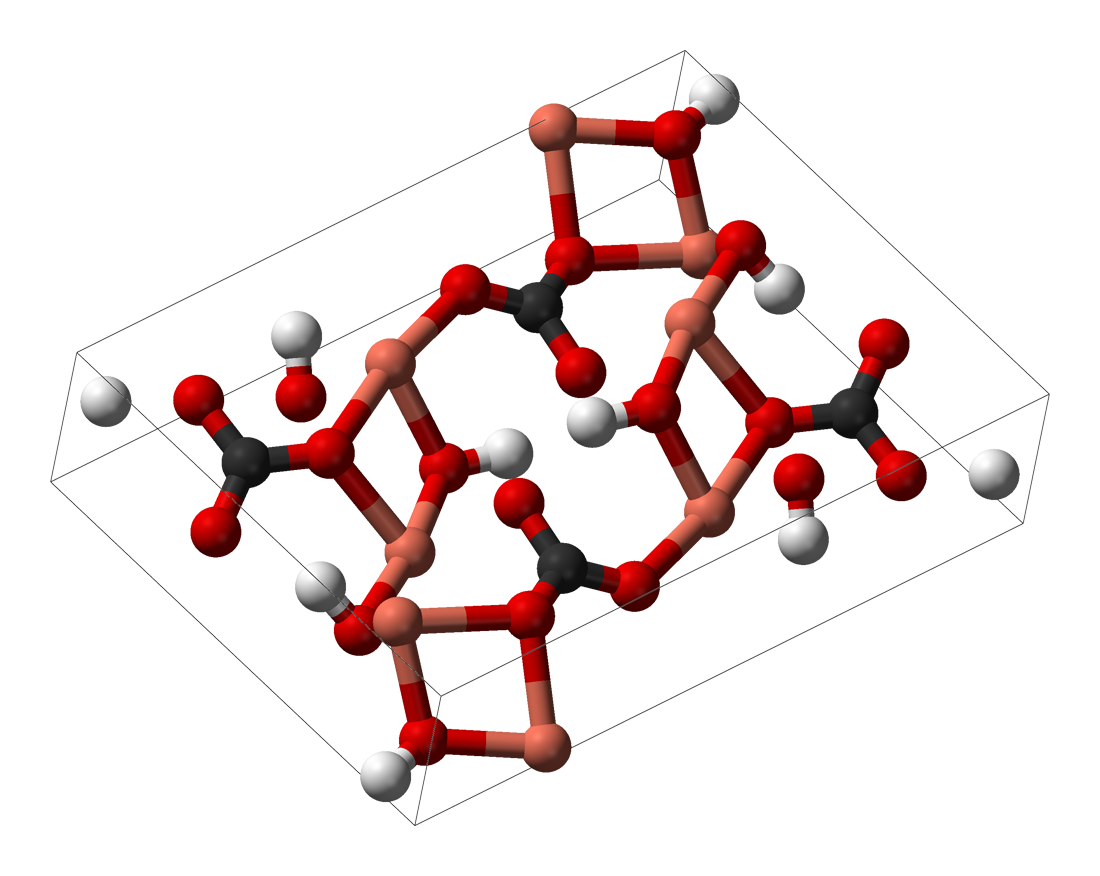

Màu xanh lá cây đặc trưng là hợp chất của đồng. Sắc thái của malachit dao động từ xanh lá cây (biruza, ngọc lục bảo), xanh lá cây phớt xanh da trời đến xanh lá cây sẫm. Trong tự nhiên thường gặp malachit dưới dạng hình bầu dục. Các tập hợp dạng thận lớn có cấu tạo đồng tâm dưới dạng rất đặc trưng, nhìn thấy rõ trên các mẫu mài nhẵn.

### Công dụng
Malachit đặc sít có màu sắc và vân rất đẹp dùng làm đồ trang trí. Chơi đá lông công là loại đá tao nhã và đẳng cấp thuộc hạng nhất trong làng chơi đá cảnh, vì nét đẹp rưc rỡ của nó.
Tính chất chữa bệnh
Kinh "Ajurveda" của Ấn Độ khuyên nên đặt viên đá lông công lên vùng cơ thể "bị tắc nghẽn" để "hòa tan nút thắt năng lượng" vê khai mở đường dẫn truyền sinh học. Đá lông công làm giảm sự căng thẳng trong cảm xúc. Nó có khả năng hấp thụ năng lượng tiêu cực, tạo ra một sự hài hòa về thể chất vê tinh thần trong cơ thể người. Trong thạch học trị liệu hiện đại, đá lông công được sử dụng trong điều trị bệnh tim, tuyến tụy vê lá lách. Nó kích thích quá trình tái sinh, có tác dụng tích cực đến tuyến yên và đầu xương. Theo ý kiến của một số thầy thuốc Hoa Kỳ đá lông công là chất chống phóng xạ tốt.
Tính chất khác
Có nhiều huyền thoại liên quan đến đá lông công như nó có thể làm cho người ta trở nên vô hình, còn uống nước từ cốc làm bằng đá lông công có thể hiểu được ngôn ngữ của loài vật. Ở Ấn Độ người ta cho rằng, đặt đá lông công lên luân xa "Con mắt thứ ba" giúp xua tan khỏi chi giác mọi giận hờn và lo lắng. Đối với người Nga, đá lông công được coi là biểu tượng để thực hiện điều ước muốn. Đá lông công là biểu tượng của chùm Sao Kim Ngưu và Thiên Bình trong cung hoàng đạo, năng lượng cảm thụ của âm có tác dụng tới luân xa vùng trán: Tác động đến các cơ quan ở vùng đầu: Luân xa này có kinh mạch đi qua bàng quang vê ruột, nó giúp thực hiện những ý tưởng, kích thích hoạt động thể lực. Đối với luân xa ở vùng tim: Ảnh hưởng tới hệ tim mạch, tế bào tuyến vú cột sống và hai tay. Luân xa này khơi gợi lòng nhân ái, tính cởi mở chân thành, sự nhạy cảm: Củng cố ý chí biến đổi thế giới.